# Larguées
Larguées è un film del 2018 diretto da Éloïse Lang.

## Trama
Rose e Alice sono due sorelle molto diverse. Mentre la prima è indipendente e ama il rock and roll, la seconda è meticolosa e responsabile. Non sono d'accordo su nulla, tranne il fatto di voler risollevare il morale alla loro madre, Françoise, dopo che il marito l'ha lasciata per una donna più giovane. Per riuscire nel loro intento, le due sorelle portano Françoise nell'isola di Riunione, sperando che la donna recuperi lo spirito di un tempo.

## Distribuzione
La pellicola è stata presentata al Festival international du film de comédie de l'Alpe d'Huez il 20 gennaio 2018. Nelle sale cinematografiche è stato distribuito a partire dal 18 aprile 2018

## Luoghi delle riprese
- Riunione (isola)

## Riconoscimenti
- Festival international du film de comédie de l'Alpe d'Huez 2018 : 
  - Premio del pubblico
  - Premio per l'interpretazione femminile a Camille Cottin